# Vanja Södergren
Vanja Södergren, född 24 augusti 1947, är en svensk HBTQI-aktivist som var initiaitvtagare och arrangör av den första paraden för homosexuellas rättigheter i Sverige och Europa. Paraden gick av stapeln i Örebro 15 maj 1971 och orsaken till paraden var att Södergren nekats en annons i den lokala tidningen om dennes förlovning. Som officiell arrangör stod Gay Power Club 1 och idag finns ett monument upprättat vid platsen för den första paraden. 

## Priser och utmärkelser
2022 vann hon Gaygalans hederspris.